# Manoir de Brécéhan
Le manoir de Brécéhan est situé à Saint-Gravé en France.

## Localisation
Le manoir est situé sur le territoire de la commune de Saint-Gravé, au lieu-dit Brécéhan, dans le département du Morbihan en région Bretagne.

## Description
Le manoir date du XVIe siècle, les bâtiments se répartissant au nord-ouest (logis) et sud-est (dépendance avec four) de la cour dont l’accès est limité par une porte charretière en plein cintre La chapelle occupe l'angle nord-ouest de l'ancien enclos, dont les murs ont disparu. Le logis construit en moellons réglés de granite est du type dit à faux plan double en profondeur, la tour d'escalier postérieure étant incluse dans le massif de l'appentis postérieur. Divisé en deux parties verticalement par un mur de refend, le logis compte deux pièces par niveau, desservi par l'escalier à vis en pierre situé dans la tour postérieure et dans la partie droite. Les deux pièces à l'est sont chauffées par une grande cheminée de granite. On accède à la salle au rez-de-chaussée par une porte en anse de panier à archivolte. La chambre de l'étage, éclairée par une grande fenêtre sur la façade sud complétée d'une seconde fenêtre de même facture mais plus petite en pignon, a été divisée par une cloison pour créer une étroite pièce avec une petite fenêtre jouxtant une cheminée dont le conduit émerge sur le mur gouttereau. L'usage de cette petite pièce demeure mystérieux : garde-robe ? Les fenêtres de l'étage, y copris celle du pignon est montre les traces de fixation d'une grille saillante disparue. La partie gauche de l'édifice se compose de trois pièces superposées, mais aucun de cells des étages carrés ne comporte de cheminées, sans doute à la suite de remaniement : celle-du rez-de-chaussée a pu disparaître lors de la transformation de l'espace en étable. La cheminée dont la souche se voit sur le refends se situe dans le comble, donc habitable, éclairée par une lucarne à fronton cintré dont le style Renaissance contraste avec la lucarne gothique de la partie est. L'appentis devait être occupé par un cellier en rez-de-chaussée, d'autant qu'il est à demi-enterré et qu’il s’appuie sur le rocher côte nord-est. Une cuisine a remplacé le cellier ouest. Cependant l’appentis comporte deux pièces habitables en demi-étage éclairées par des fenêtres à traverse (disparue), celle de l'est passante peut-être coiffée d'un pignon à l'origine : coupée, il n'en reste que la partie basse. La tour de plan carré émerge de l'appentis. Elle est coiffée d’un toit octogonal à égout retroussé de plan carré, relié par une noue au corps principal, lui-même couvert d'une toiture à pignon découvert. La chapelle est construite en moellon enduit. Elle est ouverte au sud d'une porte en anse de panier chanfreinée et d'une fenêtre éclairant le chœur, à l'est d'une baie axiale en anse de panier chanfreinée. Elle est couverte d'un toit en ardoise à fort coyau, limité par des pignons découverts. La partie la plus remarquable est la charpente de type armoricaine, à une seule ferme à liens courbes, embrevés sur l'entrait retroussé, formant berceau brisé ; les entraits coupés à décor annelé reposent aujourd'hui sur de forts poteaux. Les sablières chanfreinées sont en débord sur le nu du mur. Le lambris plâtré qui recouvrait le vaisseau a en partie disparu.

## Historique
Le manoir est mentionné comme hébergement noble dans la réformation de 1427, appartenant à Michel Davy, noble convoqué pour la guerre et aux mandements du duc. Cependant, le propriétaire y réside peu, car il ne figure pas dans les montres au XVe siècle. Lors de la réformation de 1513, la métairie nommée Breseham est tenue noblement par Guillaume Méhaut, sieur de Breseham où demeure François Moisa. Les armes de ce personnage, de gueules à trois étoiles d’or figurent dans l'arc de la porte d'entrée, datant la construction du début du XVIe siècle. Cependant, la mort en 1532 de Guillaume Méhaut, chanoine de Guérande et recteur d’Assérac pourrait correspondre à la poursuite de construction du logis vers l’ouest : le bâtiment montre en effet deux campagnes de travaux, identifiables à une reprise dans les murs gouttereaux ; ces deux campagnes semblent cependant très proches, et la seconde vers l'ouest pourrait être l'œuvre du sieur de Bodéan en Saint-Jacut, propriétaire en 1536. L'absence de reprise sur les murs pignons prouve que l’appentis postérieur est comme la tour contemporain du logis. La chapelle est contemporaine de la première campagne. Un changement intervient sans doute au XVIIe siècle au niveau du comble : une lucarne vient éclairer un espace habitable chauffé par une cheminée établie sur le refends. Des modifications d’ouvertures sont apportées au rez-de-chaussée ouest, avec création d'une porte et d’une fenêtre au XVIIIe siècle, correspondant à la fonction d'étable de cette pièce. Dans la deuxième moitié du XXe siècle, lors du réaménagement de l'édifice en logis, la partie ouest autrefois occupée par une étable est modifiée : la porte et le jour au rez-de-chaussée ouest sont alors obturés pour ouvrir une grande fenêtre à croisée, identique à celle de l'étage dont la croisée est restituée (elle était à demi-bouchée et le meneau manquait). Le pignon sud-ouest est ouvert d'une grande baie, l'appentis postérieur d'une fenêtre sur la façade nord. C'est à cette époque qu'est détruite la dépendance à usage de soue à cochons construite en retour à l'est dans la cour : sa présence sur le plan cadastral de 1840 l'atteste antérieure à cette date, peut-être du début du début XIXe siècle. De même disparait à l’entrée de la cour, la dépendance au nord-est du portail, encore en place sur le plan cadastral révisé des années 1940.
Il est inscrit à l'inventaire général du patrimoine culturel.